# Gymnothorax flavoculus
 Gymnothorax flavoculus és una espècie de peix de la família dels murènids i de l'ordre dels anguil·liformes.

## Morfologia
Els mascles poden assolir els 40,7 cm de longitud total.

## Distribució geogràfica
Es troba des del Golf d'Oman fins al sud d'Oman.